# Матей Златоустов
Матей Христов Златоустов е български офицер, генерал-майор от квалерията, участник в Първата (1915 – 1918) и Втората световна война (1941 – 1945), командир на Лейбгвардейски конен полк (1935 – 1936) и началник на 2-ра бърза дивизия.

## Биография
Матей Златоустов е роден на 15 септември 1890 г. в Бургас, в семейството на капитан Христо Златоустов, а по майчина линия е внук на българския просветен деец Никола Бацаров. През 1913 г. завършва Военното на Негово Величество училище и е произведен в чин подпоручик. Служи в 5-и конен полк и 2-ри конен полк. На 2 август 1915 г. е произведен в чин поручик.
По време на Първата световна война (1915 – 1918) поручик Златоустов командва взвод от 5-и конен полк. Съгласно заповед № 679 по Действащата армия от 1917 г. „за бойни отличия и заслуги във войната“ е награден с Военен орден „За храброст“ IV степен 2 клас. През 1918 е произведен в чин капитан. Със заповед №464 от 1921 г. по Министерството на войната е награден с Царски орден „Св. Александър“ V степен с мечове в средата.
Служи в Кавалерийския отдел и 2-ри конен полк. На 6 май 1924 е произведен в чин майор, а през 1927 г. е изпратен на служба във Военното училище. През 1928 г. е назначен на служба в ШРБЕК, като същата година на 6 май е произведен в чин подполковник. През 1930 г. е изпратен на служба в Лейбгвардейския конен полк, а от следващата година отново служи във 2-ри конен полк. През 1933 г. подполковник Златоустов е вече в Кавалерийската инспекция, през следващата година поема служба във 2-ри конен полк и същата година е преместен във 3-ти конен полк.
На 1 юни 1934 г. е назначен за командир на 3-ти конен полк, а през 1935 г. поема командването на Лейбгвардейския конен полк, на която служба е до 1936 г., като на 6 май 1935 е произведен в чин полковник. През 1940 г., полковник Златоустов е началник на 2-ра бърза дивизия. На 3 октомври 1940 е произведен в чин генерал-майор.
Генерал-майор Матей Златоустов умира на 15 май 1975 г. в София и е погребан в централните софисйки гробища.

## Военни звания
- Подпоручик (1913)
- Поручик (2 август 1915)
- Капитан (1918)
- Майор (6 май 1924)
- Подполковник (6 май 1928)
- Полковник (6 май 1935)
- Генерал-майор (3 октомври 1940)

## Образование
- Военно на Негово Княжеско Височество училище (1911 – 1913)

## Награди
- Военен орден „За храброст“ IV степен 2 клас (1917)
- Царски орден „Св. Александър“ V степен с мечове в средата (1921)